# Premi Robert 1993
La 10ª edizione dei Premi Robert si è svolta a Copenaghen nel 1993.

## Vincitori
- Miglior film: Kærlighedens smerte, regia di Nils Malmros e John Mogensen
- Miglior attore protagonista: Søren Østergaard - Kærlighedens smerte
- Miglior attrice protagonista: Anne Louise Hassing - Kærlighedens smerte
- Miglior attore non protagonista: Jesper Christensen - Sofie
- Miglior attrice non protagonista: Ghita Nørby - Sofie
- Miglior sceneggiatura:
- Miglior fotografia: Jan Weincke - Kærlighedens smerte
- Miglior montaggio: Birger Møller Jensen - Kærlighedens smerte
- Miglior scenografia: Peter Høimark - Sofie
- Migliori costumi: Jette Termann - Sofie
- Miglior musica: Joachim Holbek e Billy Cross - Russian Pizza Blues
- Miglior sonoro: Niels Arild - Kærlighedens smerte
- Miglior trucco: Cecilia Drott - Sofie
- Miglior film straniero: Ballroom - Gara di ballo (Stricly Ballroom), regia di Baz Luhrmann
- Miglior cortometraggio/documentario: Brev til Jonas, regia di Susanne Bier ex aequo Hjerter i slør, regia di Jesper W. Nielsen